# Albars (Aude)
Albàs (oficialment Albas) és un municipi francès situat al departament de l'Aude i a la regió d'Occitània.